# Reesen
Reesen ist seit dem 1. Juli 2009 ein Ortsteil der Kreisstadt Burg im Landkreis Jerichower Land in Sachsen-Anhalt.

## Geografie
Durch Reesen führt die Bundesstraße 1, die in 5,5 Kilometer Entfernung nach Burg führt.
Der Ort ist umgeben von ausgedehnten Waldgebieten, zu denen im Norden das Naturschutzgebiet Bürgerholz bei Burg gehört. Nach Süden hin erstrecken sich landwirtschaftliche Flächen, die mit einer durchschnittlichen Bodenwertzahl von 34 wenig ertragreich sind. Das Gemeindegebiet fällt von Süden nach Norden von 60 bis 38 Meter über dem Meeresspiegel deutlich ab. In zwei Kilometern Luftlinie entfernt liegt die Funksendestelle Burg mit Anlagen zum Mittel- und Langwellenempfang.

## Geschichte
Die erstmals im Zusammenhang mit Reesen nachgewiesenen Personen sind die Grafen von Schwerin und Johann von Plotho, Letzterer erhielt von den Grafen den Ort als Lehen. Für diesen Vorgang ist das letzte Drittel des 12. Jahrhunderts anzunehmen. Die erste urkundliche Erwähnung unter der Ortsbezeichnung „Resene“ stammt aus dem Jahr 1289. Die Familie von Plotho, deren Hauptsitz Altenplathow bei Genthin war, bestimmte die Geschicke des Ortes über viele Jahrhunderte. An der Grenze zwischen dem Erzbistum Magdeburg und der Mark Brandenburg gelegen, wurde Reesen mehrfach in Grenzstreitigkeiten verwickelt, die oft mit Plünderungen und Brandschatzungen einhergingen. Erst als 1680 das Erzbistum in ein brandenburgisches Fürstentum umgewandelt wurde, waren die territorialen Verhältnisse endgültig geklärt. Reesen lag nun im Zuständigkeitsbereich des Distriktes II im Jerichower Gesamtkreis der Mark Brandenburg. Nach der preußischen Verwaltungsreform von 1815 wurde aus dem Distrikt der Kreis Jerichow II mit der Kreisstadt Genthin. Mit der Fertigstellung der Chaussee Magdeburg – Berlin im Jahr 1824 stellte sich allmählich ein Wandel der Infrastruktur ein. War der Ort bisher rein landwirtschaftlich geprägt, siedelten sich nun auch zahlreiche Handwerker an. Neben zwei Windmühlen entstanden eine Stellmacherei, eine Tischlerei und eine Schmiede. Die Zahl der Einwohner stieg von 209 im Jahr 1820 auf 426 im Jahr 1854.
Während der DDR-Zeit kehrte Reesen wieder zu seiner vorwiegend landwirtschaftlich Prägung zurück. Viele Einwohner fanden als Auspendler Arbeit in den Industriebetrieben der nahegelegenen Stadt Burg. Mit der DDR-Gebietsreform war Burg 1952 auch die zuständige Kreisstadt geworden. Am 21. Dezember 1953 nahm in der in unmittelbarer Nähe errichteten Funksendestelle der erste Mittelwellensender seinen Betrieb auf. Später stand hier mit 1000 kW der leistungsstärkste Sender der DDR. 1964 hatte Reesen 444 Einwohner. Nach dem Zusammenbruch der DDR von 1989 entwickelte sich Reesen zu einem bevorzugten Standort für Eigenheimbauten. Die Kommune stellte dazu zwei große Baugebiete zur Verfügung. Durch den verstärkten Zuzug erhöhte sich die Zahl der Einwohner. Neben einigen kleinen Gewerbebetrieben führte eine Agrargenossenschaft die landwirtschaftliche Tradition des Ortes fort.
Am 1. Januar 2005 schloss sich Reesen der Verwaltungsgemeinschaft Möckern-Loburg-Fläming an. Am 1. Juli 2009 wurde Reesen in die Stadt Burg eingemeindet.

## Politik

### Gemeinderat, Bürgermeister, Ortsbürgermeister
Die ehemalige Gemeinde Reesen wurde bis 2009 durch einen elfköpfigen Gemeinderat geleitet. Letzter Bürgermeister der Gemeinde war Otto Voigt. Heute ist er Ortsbürgermeister.

### Wappen
| Wappen von Reesen | Blasonierung: „In Silber eine rote Lilie mit goldenem Querband, eingeschlossen von einem roten Hirschgeweih, die Rosen der Hirschstangen golden.“ |
| Wappen von Reesen | Das Wappen wurde vom Kommunalheraldiker Jörg Mantzsch gestaltet und am 31. Januar 2008 durch den Landkreis genehmigt.                             |

### Flagge
Die Farben der Gemeinde sind Rot und Silber (Weiß). Folglich ist die Reesener Flagge Rot und Weiß (1:1) gestreift (Querform: Streifen waagerecht verlaufend, Längsform: Streifen senkrecht verlaufend) und mittig mit dem Gemeindewappen belegt.

## Bauwerke

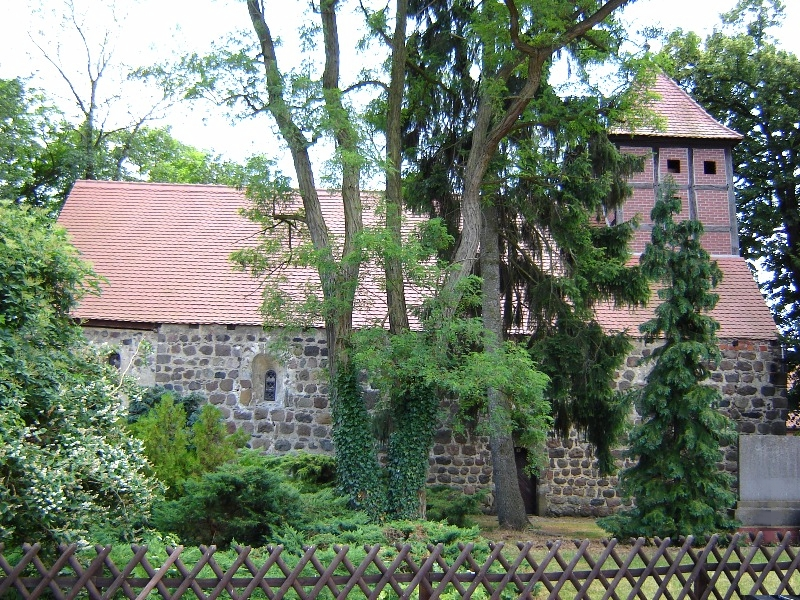
Dorfkirche Reesen

Die Dorfkirche Reesen steht auf dem Kirchplatz im Zentrum des Ortes und stammt in ihren Ursprüngen aus der Zeit der Spätromanik.
Der Deutsche Freiheitssender 904, der von 1956 bis 1971 im Namen der illegalen KPD Sendungen für die Bundesrepublik Deutschland ausstrahlte, unterhielt beim Dorf seine Sendemasten.

## Denkmäler
- Preußischer Meilenstein an der B1 Richtung Burg

## Persönlichkeiten
- Philipp Stark (* 1987), Kommunalpolitiker